# 견고성 (컴퓨터 과학)
컴퓨터 과학에서 견고성(robustness)은 실행 중 오류와 잘못된 입력에 대처하는 컴퓨터 시스템의 능력이다. 견고성은 강력한 프로그래밍, 강력한 기계 학습 및 강력한 보안 네트워크와 같은 컴퓨터 과학의 다양한 영역을 포괄할 수 있다. 퍼즈 테스트와 같은 공식 기술은 견고성을 보여주는 데 필수적이다. 이러한 유형의 테스트에는 유효하지 않거나 예상치 못한 입력이 포함되기 때문이다. 또는 결함 주입을 사용하여 견고성을 테스트할 수 있다. 다양한 상용 제품이 소프트웨어 분석의 견고성 테스트를 수행한다.

## 같이 보기
- 장애 허용 시스템
- 방어적 프로그래밍
- 비기능 요건